# Celeste (banda)
Celeste es una banda francesa proveniente de Lyon formada en el año 2005. Combinan en su música los estilos black metal, sludge metal, y post-hardcore. Han lanzado cinco álbumes de estudio hasta la fecha.

## Historia
La banda se formó en el año 2005 dentro de la escena hardcore punk de Lyon. El guitarrista Guillaume Rieth, el baterista Antoine Royer y el bajista Antoine se conocieron en la secundaría, posteriormente reclutaron al vocalista Johan Girardeau. Rieth y Girardeau habían sido miembros de la banda de screamo Mihai Edrisch, la cual compartía integrantes con la banda Daïtro.
En el año 2006, Celeste lanzó su primer EP, seguido en el 2008 por su álbum debut lanzado a través del sello discográfico alemán Denovali Records. Desde entonces, lanzaron cuatro álbumes más, se han presentado en numerosas giras por Europa y Asia y los Estados Unidos.

## Estilo
La banda toca un estilo que combina sludge, black metal y post-hardcore, con elementos de doom metal y death metal. La banda dice no tener influencias de otras bandas, aunque en una entrevista han mencionado gustar de la música de Wolves in the Throne Room y rechazar la idea de definirse como una banda de black metal, sin que les moleste que los fanes los cataloguen dentro de ese género.

## Integrantes
Actuales
- Johan Girardeau – voz, bajo (2005–presente)
- Guillaume Rieth – guitarra (2005–presente)
- Antoine Royer – batería (2005–presente)
- Sébastien Ducotté – guitarra (?–presente)

Anteriores
- Antoine – bajo (2005–?)

## Discografía
- Pessimiste(s) EP (2006)
- Nihiliste(s) (2008)
- Misanthrope(s) (2009)
- Morte(s) Nee(s) (2010)
- Animale(s) (2013)
- Infidèle(s) (2017)
- Assassine(s) (2022)